# Semana Olímpica de Vela de Barcelona
La Semana Olímpica de Vela-Trofeo Ciudad de Barcelona de Vela, conocida internacionalmente como la Barcelona Olympic Sailing Week (BOSW), fue una competición de vela celebrada en Barcelona (España), entre 1995 y 2010.
Lo organizaba la Federación Catalana de Vela y estaba catalogada como de "nivel 2" por la Federación Internacional de Vela, la máxima categoría en la competiciones de vela, tras los mundiales y los Juegos Olímpicos, que tiene "nivel 1". La competición incluía solamente clases olímpicas de vela ligera.
El campo de regatas estaba situado frente al Puerto Olímpico de Barcelona hasta 2004, cuando pasó al Port Fórum.
En la VIII edición de la Semana, celebrada en el año 2002, décimo aniversario de la celebración de la Regata Olímpica de Barcelona, convocó a 430 regatistas de 28 países, lo que suponía un total de 290 embarcaciones.

## Historia
Al principio la regata se disputaba al comenzar el verano, a finales del mes de junio y principios de julio, recordando la "pre-regata Olímpica" celebrada el año anterior a los Juegos Olímpicos de Barcelona 1992. En el año 1999, en su V edición, se decide ubicarla al inicio del calendario de regatas olímpicas, en la primavera, entre los meses de marzo y abril, para sincronizarla en el circuito europeo de clases olímpicas. En su VI edición, año 2000, la Semana Olímpica pasa a incluir el Trofeo Ciudad de Barcelona de Vela, premio que se concede al ganador absoluto de la prueba. Entre los años 2005 al 2008 la regata contó con el patrocinio de la firma Hansgrohe y toma el nombre de Phâro Regatta.
Tras los Juegos Olímpicos de Pekín 2008, en el año 2009, la XV edición de la Semana Olímpica iba a disputarse a mediados del mes de noviembre, para facilitar a los regatistas que competían en Barcelona el poder navegar también en la otra regata olímpica catalana, la Christmas Race, que se celebra en Palamós a mediados de diciembre. Al final la Federación Catalana de Vela, organizadora de la Semana Olímpica, decidió reprogramar de nuevo la competición en el calendario y la convocó para la primavera del año siguiente, fijando la fecha de la XV edición entre los días 15 al 20 de marzo de 2010. También invitó a los dos clubes de la ciudad, el Real Club Náutico de Barcelona y el Real Club Marítimo de Barcelona, a que participaran como co-organizadores en el evento deportivo, con la intención de preparar entre ambos clubes, una organización conjunta del Campeonato del Mundo de la clase 470, a celebrar en Barcelona en el 2012.
Finalmente, dejó de celebrarse.

## PALMARÉS
1998

### IV Semana Olímpica de Vela de Barcelona (del 2 al 5 de julio de 1998)
TORNADO
1.-F. León-P.Ballester (ESP)
2.- E. García-B. García (ESP)
3.- P. Morales- R Molina (ESP)
LASER
1.- R. Turró (ESP)
2.- D. Turró (ESP)
3.- F. Casanova (ESP)
EUROPE
1.- H. Montilla (ESP)
2.- N. Garriga (ESP)
3.- A. Herrándiz (ESP)
TVD MISTRAL O.D.
1.- A. Carabí (ESP)
2.- M. Azón (ESP)
3.- F. Morrison (AND)

1999

### V Semana Olímpica de Vela de Barcelona (del 18 al 21 de marzo de 1999)
TORNADO
1.- F. León - P.Ballester (ESP)
2.- R. Hagara- H. Steinacher (AUT)
3.-J.C. Mourniac - P. Mourniac (FRA)
470 - Masculino
1.-G. Philippe- T. Cario (FRA)
2.- G. Martínez-Doreste - T. Cantero (ESP)
3.- A. García -S. Paramo (ESP)
470 - Femenino
1.-K. Jaunet - E. Duby (FRA)
2.- N. Via-Dufresne - Sandra Azón (ESP)
3.- C. Toll - J. Lunde (NOR)
49er
1.- S. López - J. de la Plaza (ESP)
2.-M. Baur - P. Barth (GER)
3.- I. Martínez - X. Fernández (ESP)
FINN
1.- M. van Muyden (NED)
2.- R. Trujillo (ESP)
3.- A. Juárez (ESP)
EUROPE
1.- Helen Montilla (ESP)
2.-C. Brouwer (NED)
3.- M. Matthijisse (NED)
LASER
1.- L. Martínez (ESP)
2.- A. Garrote (ESP)
3.- B. Adonis (GRE)
TDV MISTRAL O.D. - Masculino
1.- J. Maciel (ESP)
2.-Asier Fernández (ESP)
3.- Iván Pastor (ESP)

2000

### VI Semana Olímpica de Barcelona de Vela - Trofeo Ciutat de Barcelona de Vela (del 5 al 9 de abril de 2000)
TORNADO
1.- J.C. Mourniac - P. Mourniac (FRA)
2.- F. León - P. Ballester
3.- P. Penneci - Y. Gichard (FRA)
49er
1.- S. López - J. de la Plaza (ESP)
2.- D. Dervelle - P. Gasparini (FRA)
3.- I. Martínez - X. Fernández (ESP)
470 - Masculino
1.- P. Leskinen - K. Heinila(FIN) Ganadores del Trofeo Ciutat de Barcelona
2.- G. Philippe - T. Cariou (FRA)
3.- P. Foester - Bob Merrik (USA)
470 - Femenino
1.-N. Via-Dufresne - S. Azón
2.- J. Amstrong- B. Stowell (AUS)
3.- V. Kratcholin -N. Gaponovit (RUS)
LASER
1.- G. Lima (POR)
2.- L. González (ARG)
3.- Sebastian Mazza (ARG)
EUROPE
1.- Petra Neimann (GER)
2.- H. Montilla (ESP)
3.- N. Garriga (ESP)
TDV MISTRAL O.D. Masculino
1.- J. Macial (ESP)
2.- I. Pastor (ESP)
3.- C. Manchón (ESP)

2001

### VII Semana Olímpica de Vela de Barcelona - Trofeo Ciutat de Barcelona de Vela
TORNADO
1.- M. Booth - H. Dercksen (NED)
2.- S. Lange - C. Espinola (ARG)
3.- F. Echávarri - A. Paz (ESP)
49er
1.- I. Martínez - X. Fernández (ESP)
2.- S. L. Vázquez - J. de la Plaza (ESP)
3.- P. Brotherton - S. Hiscocksv (ESP)
STAR
1.- G. Araujo - M. Iglesias (ESP)
2.- R. Bermúdez - G. del Llano (ESP)
3.- A. Domingos - B. Santos (POR)
470 Masculino
1.- G. Martínez - T. Cantero (ESP) Ganadores del Trofeo Ciutat de Barcelona
2.- J. Conte - J. de la Fuente (ARG)
3.- J.M. Pérez - C. Paz (ESP)
470 Femenino
1.- ., Petitjean - N. Douroux (FRA)
2.- N. Via-Dufresne - S. Azón (ESP)
3.- V. Krachun - M. Ermakovav (RUS)
FINN
1.- R. Trujillo (ESP)
2.- S. Hölm (DEN)
3.- M. Jiménez (ESP)
EUROPE
1.- S. Livbjerg (DEN)
2.- N. Garriga (ESP)
3.- D. Winstanley (GBR)
LASER
1.- A. Geritzer (AUT)
2.- L. Martínez (ESP)
3.- I. Bruno (FRA)
TDV MISTRAL O.D. Masculino
1.- M. Oberemko (UKR)
2.- B. Barger (USA)
3.- F. Lobos (ESP)
TDV MISTRAL O.D. Femenino
1.- O. Maslivets (UKR)
2.- L. Gyorbir (HUN)

2002

### VIII Semana Olímpica de Vela de Barcelona- Trofeo Ciutat de Barcelona de Vela (del 16 al 20 de marzo del 2002)
YNGLING
1.- T. Palludan - Ch. Otzen - I. Hartvig (DEN)
2.- M. Azon - D. Cuadras - J. García (ESP)
3.- A. Llaca - E. Rios - H. Garcés (ESP)
TORNADO
1.- M. Strandberg - K. Mattisson (SWE)
2.- J. Polgar - G. Strucmann (GER)
3.- M. Booth -H. Dercksen (NED)
49er
1.- I. Martínez -X. Fernández (ESP) Ganadores del Trofeo Ciutat de Barcelona
2.- S. López-Vázquez - J. de la Plaza (ESP)
3.- R. Luca - GT. Leonchuck (UKR)
STAR
1.- J.M. van der Ploeg- D. Fructuoso (ESP)
2.- G. Araujo - M. Iglesias (ESP)
3.- R. Bermúdez - G. de Llano (ESP)
470 Masculino
1.- G. Martínez -T. Cantero (ESP)
2.- A. Kosmatopoulos - K. Trigonis (GRE)
3.- J. Conte - J. de la Fuente (ARG)
470 Femenino
1.- S. Bekatorou - E. Tsoulfa (GRE)
2.- C. Beker-Day - L. Wennerstrom (USA)
3.- N. Kormitzi - V. Buskila (ISR)
FINN
1.- M. Maier (CZE)
2.- M. Hruby (CZE)
3.- R. Trujillo (ESP)
EUROPE
1.- S. Turhheim (FRA)
2.- M. Coleman (IRL)
3.- D. Juul (DEN)
LASER
1.- G. Lima (POR)
2.- L. Martínez-Doreste (ESP)
3.- E. Persson (DEN)
TDV MISTRAL O.D. Masculino
1.- F. Hassen (FRA)
2.- M. Obenremki (UKR)
3.- N. Huguet (FRA)
TDV MISTRAL O.D. Femenino
1.- O. Maslivets (UKR)
2.- C. Imhof (SUI)
3.- A. Wäldin (GER)

2003

### IX Semana Olímpica de Vela de Barcelona - Trofeo Ciutat de Barcelona de Vela (del 5 al 9 de abril de 2003)
YINGLING
1.- S. Roberts (GBR)
2.- E. Skoudina (RUS)
3.- M. Azón (ESP)
TORNADO
1.- F. Echavarri - A. Paz (ESP)
49er
1.- Ch. Drapper - S. Hiscocks (GBR)
470 Masculino
1.- B. Bonnaua - R. Bonnaua (FRA)
470 Femenino
1.- S. Rotheeiler - M. Leu (GER)
FINN
1.- S. Godefroid (BEL) Ganador del Trofeo Ciutat de Barcelona
LASER
1.- A. Geritzer (AUT)
TDV MISTRAL O.D. Masculino
1.- Z. Yuango (CHN)
2.- M. Iberemko (UKR)
3.- W. Zhiming (CHN)
TVD MISTRAL O.D. Femenino
1.-Y. Jian (CHN)
2.- A. Graczyk (POL)
3.-L. Migshuang (CHN)

2004

### X Semana Olímpica de Vela de Barcelona - Trofeo Ciutat de Barcelona de Vela
YNGLING
1.- S.Robertson - S. Ayton - S. Webb (GBR)
2.- M. Azón - G. Pisonero - M. Sánchez (ESP)
3.- K. Wagner - A. Hoell - V. Locbrunner (GER)
470 Masculino
1.- G. Kliger - U. Gal (ISR)
2.- T. Stancyk - T. Jakubiak (POL)
3.- G. Martínez - D. Wood (ESP)
470 Femenino
1.- V. Illienko - N Gaponovich (RUS)
2.- M. Kooistra - P. de Goerderen (NED)
3.- N. Kornecki - V. Bouskila (ISR)
FINN
1.- F. Guillaume (FRA)
2.- E. Chernov (RUS)
3.- R. Trujillo (ESP)
EUROPE
1.- K. Szotynska (POL)
2.- W. Glienkiewicz (POL)
3.- M. Coleman (IRL)
LASER
1.- M. Rieck (GER)
2.- D. Negri (ITA)
3.- P. Moberg (NOR)

2005

### XI Semana Olímpica de Vela de Barcelona - Trofeo Ciutat de Barcelona de Vela - I Phâro Regatta (del 11 al 15 de marzo de 2005)
TORNADO
1.- F.Echávarri - A. Paz (ESP)
2.- A. Kiriulyk - V. Uskov (RUS)
3.- V. Sorrentino - G. Colombo (ITA)
49er
1.- A. Padrón - J. de la Plaza (ESP)
2.- P. Sibello - G. Sibello (ITA)
3.- A. Domínguez - C. de Bricio (ESP)
470 Masculino
1.- M. Patiño - J. Omar (ESP)
2.- G. Zandoná - F. della Torre (ITA)
3.- S. Coster - K. Coster (NED)
470 Femenino
1.- N. Via-Dufresne - L. Tutzó (ESP)
2.- S. Vogl -C. Flatscher (AUT)
3.- N. Testa - S. Cattarini (ITA)
FINN
1.- G. Floret (FRA)
2.- R. Trujillo (ESP)
3.- P. Arrarte (ESP)
LASER
1.- D. Negri (ITA) Ganador del Trofeo Ciutat de Barcelona
2.- A. Julie (SYA)
3.- J. Hernández (ESP)
LASER RADIAL (Femenino)
1.- L. Nevierov (ITA)
2.- A. Cebrián (ESP)
3.- L. Reyes (ESP)

2006

### XII Semana Olímpica de Vela de Barcelona - Trofeo Ciutat de Barcelona de Vela - II Phâro Ragatta (del 31 de marzo al 4 de abril de 2006)
49er
1.- A. Padrón -J. de la Plaza (ESP)
2.- A. Monteau - D. Guillou (FRA)
3.- M. Dyen - Y. Rocherieux (FRA)
470 Masculino
1.- G. Kliger - U. Gal (ISR)
2.- M. Mileos - P. Kagiaglis (GRE)
3.- F. Sánchez - A. Ramos (ESP)
470 Femenino
1.- N. Via-Dufresne - L. Tutzó (ESP)
2.- A. Clark - S. Mergenthaler (USA)
3.- M. Sabati - M. Chiona (GRE)
LASER
1.- D. Romero (ARG) Ganador del Trofeo Ciutat de Barcelona
2.- J. Hernández (ESP)
3.- M. Rudawski (POL)
LASER RADIAL (Femenino)
1.-F. Reyes (ESP)
2.-A. Cebrián (ESP)
3.-G. Volungevicuite ((LIT)
2007

### XIII Semana Olímpica de Vela de Barcelona - Trofeo Ciutat de Barcelona de Vela - III Phâro Regatta (del 23 al 28 de marzo de 2007)
2008

### XIV Semana Olímpica de Vela de Barcelona - Trofeo Ciutat de Barcelona de Vela - IV Phâro Regatta (del 6 al 11 de marzo de 2008)
470 Masculino
1.- G. Zandoná - A. Trani (ITA) Ganadores del Trofeo Ciutat de Barcelona de Vela
2.- M. Mileos - P. Kagialis (GRE)
LASER
1.- J. Hernández (ESP)
2.- G. Bottoli (ITA)
3.- D. Kapak (SLO)

2010

### XV Semana Olímpica de Vela de Barcelona - Trofeo Ciutat de Barcelona de Vela (del 15 al 20 de marzo de 2010)
470 Masculino
1.- Onán Barreiros - Aarón Sarmiento (ESP)
2.- M. Schmid/F. Reichstaedter (AUT)
3.- L. Calabrese/J. de la Fuente (ARG)
470 Femenino
1.-Alexa Bezel/Anne-Sohie Thilo (SUI)
2.- A. Suria/S. Basterra (ESP)
3.-
LASER
1.- J. Hernández (ESP) Ganador del Trofeo Ciutat de Barcelona de Vela
2.- P. Guitian (ESP)
3.- J. Blanco (ESP)
- Datos: Q9075845